# Crawfordville (Georgia)
Crawfordville es un pueblo ubicado en el condado de Taliaferro en el estado estadounidense de Georgia. En el censo de 2000, su población era de 572.

## Demografía
En el 2000 la renta per cápita promedia del hogar era de $19,063, y el ingreso promedio para una familia era de $22,386. El ingreso per cápita para la localidad era de $15,103. Los hombres tenían un ingreso per cápita de $26,705 contra $23,000 para las mujeres.

## Geografía
Crawfordville se encuentra ubicado en las coordenadas 33°33′17″N 82°53′54″O / 33.55472, -82.89833 (33.554626, -82.898428).
Según la Oficina del Censo, la localidad tiene un área total de 8,1 km² (3,1 mi²), de la cual 8,1 km² (3,1 mi²) es tierra y 0 km² (0 mi²) (0.00%) es agua.